# 长足泽蟹
长足泽蟹（学名：Geothelphusa dolichopodes）为溪蟹科泽蟹属的动物。分布于台湾岛等地，常见于小溪流的石下。